# Resolució 1545 del Consell de Seguretat de les Nacions Unides
La Resolució 1545 del Consell de Seguretat de les Nacions Unides fou adoptada per unanimitat el 21 de maig de 2004. Després de recordar totes les resolucions sobre la situació a Burundi, en particular la Resolució 1375 (2001), el Consell va establir l'Operació de les Nacions Unides a Burundi (ONUB) per aconseguir la pau i la reconciliació nacional al país.
L'operació ONUB reemplaçaria la missió de la Unió Africana al país.

## Resolució

### Observacions
El Consell de Seguretat va reiterar el seu suport a l'Acord de pau i reconciliació signat a Arusha el 2000, i va demanar a les parts interessades que respectessin els seus compromisos en virtut de l'acord. Es va instar a les institucions de transició a promulgar legislació per a la preparació de les eleccions abans que s'acabés el període transitori el 31 d'octubre de 2004. Es va assenyalar que s'havien de signar dos acords d'alto el foc entre el Consell Nacional per a la Defensa de la Democràcia - Forces de Defensa de la Democràcia (CNDD-FDD) i el govern de transició, tot i que van continuar les hostilitats a parts de Burundi.
El preàmbul de la resolució també va condemnar totes les violacions dels drets humans i del dret internacional humanitari, inclosa la violació en grup i la necessitat de portar els autors a la justícia. Hi havia preocupació per la situació econòmica i humanitària de la majoria de la població civil. Mentrestant, el Consell va donar la benvinguda als progressos realitzats en la preparació del programa de desarmament, desmobilització i reintegració (DDR) per als combatents i foren elogiats els esforços de la missió de la Unió Africana desplegada a Burundi. També era conscient de les dificultats de mantenir l'estabilitat a Burundi, a diferència del que es va aconseguir en estats veïns, en particular la República Democràtica del Congo.

### Actes
Actuant sota el Capítol VII de la Carta de les Nacions Unides, el Consell va autoritzar l'operació de l'ONUB per un període inicial de sis mesos, a partir de l'1 de juny de 2004. Estaria dirigit pel Representant Especial del Secretari General, i consta de 5.650 militars i 120 policies. A més, es va autoritzar a utilitzar tots els mitjans necessaris per complir el següent mandat:
- Supervisar i investigar qualsevol violació de l'alto el foc;
- Promoure la confiança entre les forces de Burundi, recollint i assegurant armes;
- Desarmar i desmobilitzar als combatents;
- Monitorar l'acantonament de les Forces Armades de Burundi i les seves armes pesants;
- Monitorar el comerç il·legal d'armes;
- Proporcionar condicions segures per a l'enviament d'ajuda humanitària i el retorn dels refugiats;
- Proporcionar un entorn segur pel procés electoral;
- Protegir la població contra amenaces imminents;
- Protegir el personal i les instal·lacions de les Nacions Unides, coordinar els esforços de desminatge.

ONUB també va ser l'encarregat d'ajudar al Govern del Burundi pel seguiment de les fronteres del país; reformes institucionals; formació de l'exèrcit i la policia; activitats electorals; reformar el sistema judicial i els sistemes penals; promoure i protegir els drets humans; estenent l'autoritat de l'estat arreu del país; i executar el programa nacional de DDR.
La resolució va demanar a Burundi que conclogués un Status of Forces Agreement amb el secretari general Kofi Annan en un termini de 30 dies, i totes les parts van ser convocades a cooperar amb l'ONUB. També era necessari que l'ONUB tingués accés a canals públics efectius com ara ràdio, televisió i diaris per promoure el procés de pau i el paper de l'operació a Burundi. Mentrestant, es va instar als donants a contribuir al desenvolupament a llarg termini de Burundi.
Finalment, el Consell dirigia l'operació a Burundi i la Missió de les Nacions Unides a la República Democràtica del Congo (MONUC) per coordinar les seves activitats i compartir informació militar, especialment pel que fa al moviment dels rebels i armes. Es va demanar al Secretari General que informés periòdicament sobre la situació a Burundi.